# 수상구조사
수상구조사(水上救助士)는 수상 환경에서 발생할 수 있는 사고로부터 인명 구조 및 응급처치를 수행하는 전문 인력을 말한다. 대한민국에서는「수상에서의 수색·구조 등에 관한 법률」제30조의2에 의거하여 해양경찰청에서 자격을 부여하는 방식으로 운영되며 국가전문자격증으로 분류된다.

## 개요
수상구조사는 수영장, 하천, 워터파크 뿐만 아니라 해양 시설과 같은 다양한 수상 환경에서 발생하는 안전 사고를 예방하고, 익수자나 부상자 발생 시 구조 활동을 수행한다. 이들은 수상구조, 응급처치 및 심폐소생술(CPR) 등의 기술에 더하여 구조 장비 사용과 긴급 상황 대응 능력 등을 갖춘 전문 요원이다.

## 활동 분야
수상구조사는 다음과 같은 분야에서 활동할 수 있다.
- 수영장 수상안전요원 -『체육시설의 설치·이용에 관한 법률』시행규칙 제23조
- 물놀이시설 안전요원 -『관광진흥법』시행규칙 제39조의2
- 유·도선 인명구조요원 -『유선 및 도선 사업법』시행령 제20조
- 물놀이형 안전요원 -『어린이놀이시설 안전관리법』시행규칙 제16조의2
- 안전 전문인력 -『청소년활동 진흥법』시행규칙 제15조의4
- 인명구조요원 -『마리나항만의 조성 및 관리 등에 관한 법률』시행령 제32조의2
- 낚시어선 안전요원 -『낚시 관리 및 육성법』시행규칙 제18조의2
- 안전교육 전문인력 -『국민 안전교육 진흥 기본법』시행령 제11조
- 사업장, 해수욕장, 수상형 안전관리요원 -『수상레저안전법』시행령 제37조 제1항, 『해수욕장 안전관리에 관한 지침』제11조, 『연안사고예방법』시행규칙 제6조 제4항
- 생존수영 강사 -『교육부, 초등 생존수영실기교육 기획』

## 자격 제도
대한민국에서 수상구조사 자격 제도는「수상에서의 수색·구조 등에 관한 법률」(약칭: 수상구조법) 제30조의2에 근거하여 시행되고 자격 취득을 희망하는 경우 교육과 평가 절차를 거쳐야 한다. 시험에 응시하여 합격하는 경우, 해양경찰청장에게 수상구조사 자격을 부여 받게 되며, 현재는 민간 기관에서 교육을 진행하고 해양경찰청에서 시험 및 자격 발급을 총괄하는 방식을 채택하고 있다.
2024년 12월에 수상구조법이 개정되어 2025년 12월 21일부터 개정된 법률이 시행된다. 이에 따라 기존에는 단일 자격으로 존재했던 수상구조사가 '지도사', '1급', '2급'으로 분화되어 등급마다 다르게 허용된 역할을 수행하게 된다.

### 자격 요건
수상구조사 자격을 취득하기 위해서는 다음의 요건을 충족해야 한다.
- 기본 수영 능력 보유
- 64시간 사전 교육 이수
- 시험(이론 및 실기) 합격

별도로 나이 제한 규정을 두고 있지 않으며, 최근에는 초등학생(2014년 1월생)이 수상구조사 자격을 취득하여 해당 사실이 기사로 보도되었다.

### 자격 취득 절차

#### 교육
해양경찰청장이 지정한 교육기관에서 총 64시간의 사전 교육을 이수해야 실기시험에 응시할 수 있는 자격이 주어진다. 교육은 이론 16시간과 실습 48시간으로 구성되어 있으며, 구조기술과 응급처치, 관련 이론 등을 학습하게 된다.
수상구조사 양성과정은 이론 및 실기 교육으로 구성되며, 주요 교육 내용은 다음과 같다.
- 수상구조사의 자세(이론)
- 수난사고의 이해(이론)
- 관련 법령(이론)
- 응급처치(이론 및 실습)
- 구조기술(실습)
- 종합기술(실습)

#### 시험
수상구조사 자격을 취득하기 위해서는 실기 시험에 응시해야 한다.
자격 시험 절차는 다음과 같다.
1. 사전 교육
2. [1과목] 영법
3. [2과목] 수영구조
4. [3과목] 장비구조
5. [4과목] 종합구조
6. [5과목] 기본구조
7. [6과목] 응급처치
8. [7과목] 구조장비 사용법

### 자격 유지
수상구조사 자격을 취득한 사람은 해양경찰청장이 실시하는 보수교육을 받아야 그 자격을 유지할 수 있다.
기존에는 최초로 자격을 취득한 경우 자격증을 발급 받은 날부터 기산하여 2년이 되는 날부터 6개월 이내, 최초 취득이 아닌 경우에는 보수교육을 받은 날부터 기산하여 2년이 되는 날부터 6개월 이내에 보수교육을 받아야 했다. 명시된 기간 내에 보수교육을 받지 않은 경우 자격이 취소되어 재취득을 해야 했으나, 수상구조법이 일부 개정되면서 보수교육 기간에 관한 부분이 변경되었다.
이에 따라, 2025년 12월부터는 최초 취득의 경우 자격증을 발급 받은 날부터 기산하여 3년이 되는 날이 속하는 해의 1월 1일부터 12월 31일까지 보수 교육을 받을 수 있게 되었고, 최초 취득이 아닌 경우에는 최초 취득자와 마찬가지로 직전의 보수교육을 받은 날부터 기산하여 3년이 되는 날이 속하는 해의 1월 1일부터 12월 31일까지 보수 교육을 받으면 된다.

## 법령

#### 법령 정보
수상구조사는「수상에서의 수색·구조 등에 관한 법률」제30조의2(수상구조사)에 정의되어 있으며, 준수사항, 자격유지, 자격의 취소 등과 같은 세부적인 내용이 제30조의2부터 제30조의9까지 차례대로 명시되어 있어 이를 참고하면 된다. 또한「수상에서의 수색·구조 등에 관한 법률」(약칭: 수상구조법)에 더하여 다른 법률에서도 수상구조사와 관련된 사항을 명시하여 활동 범위를 설정하고 있다.

#### 관련 법령
수상구조사와 관련된 법령에 대한 정보는 앞서 언급한 '활동 분야' 참고

## 기타 및 논의
해당 자격증은 수상 환경과 연계된 진로에도 활용할 수 있다.